# 안식일

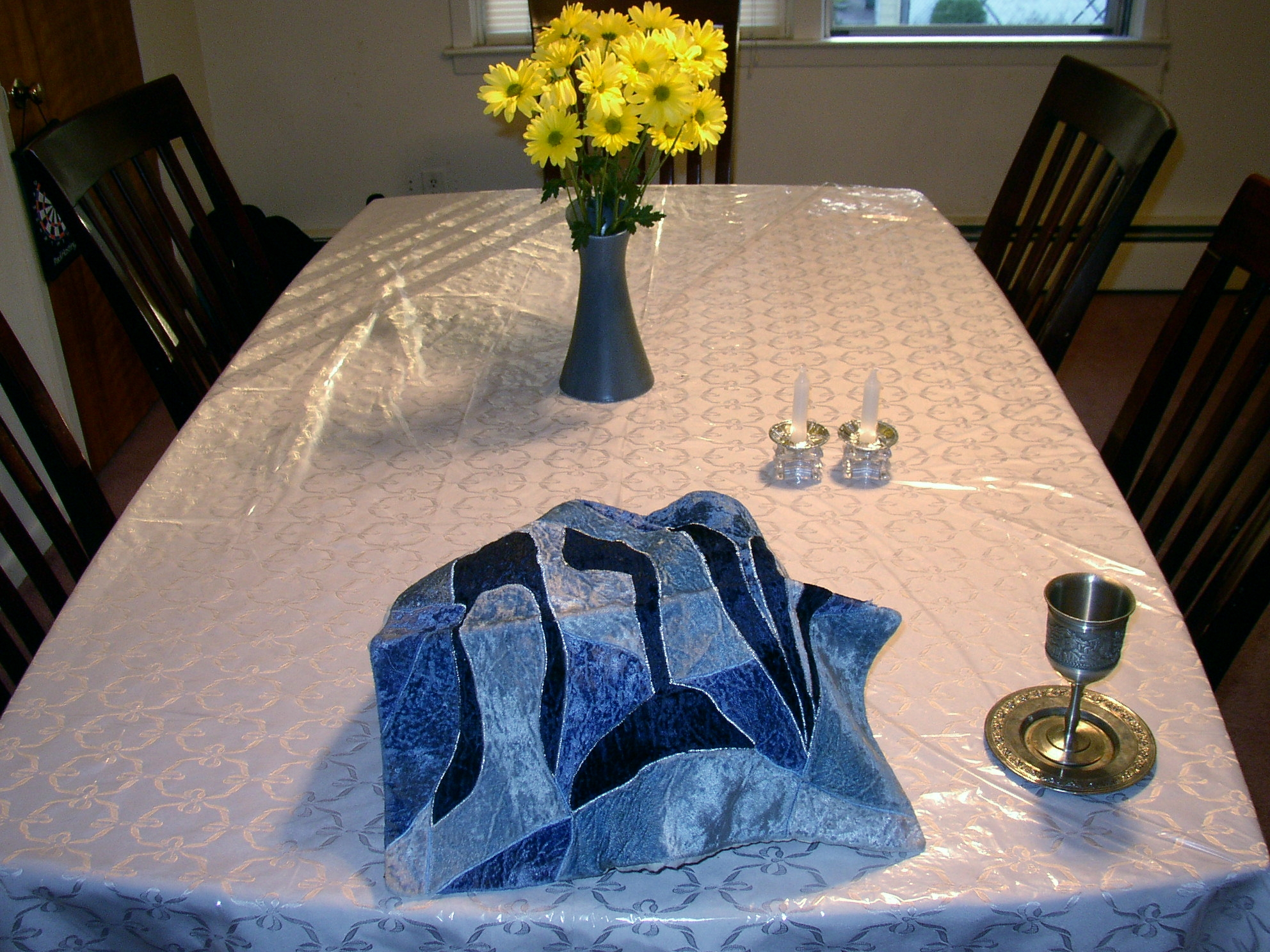
유대교의 안식일 테이블 세팅

안식일(安息日, 히브리어:  שבת 샤밭, 영어: Sabbath, 스페인어: Sábado)은 '편하게 쉬는 날'을 의미한다. 창세기 1장에서 창조주가 6일 동안 창조의 일을 하고 제7일에 안식하였다는 내용에서 유래한다. 기독교, 이슬람교, 유대교에서 중요하게 여기며 요일상 금요일 일몰부터 토요일 일몰까지이다. 성경에 있는 안식일은 구약의 안식일과 신약의 안식일 두 가지로 나눌 수 있다.
이날에 정통 유대교인, 사마리아인 및 특정 기독교인(예: 제칠일침례교회, 제칠일안식일예수재림교회, 제칠일오순절교회, 에티오피아 테와히도 정교회 등)과 기독교계 신흥종교단체(예: 하나님의 교회, 참예수교회 등)는 안식일을 준수하며 창조주의 기념일을 기리는 예배를 드린다. 안식일 준수를 위해 활동을 엄격하게 통제하고 자제하는 교단도 있다. 안식일에 대한 변형은 유대교에 널리 퍼져 있으며, 아브라함 계통의 수많은 종교와 교단에 걸쳐 서로 다른 형태로 적용되어 있다.
유대 종교법에 따르면 안식일은 금요일 저녁 일몰 몇 분 전부터 토요일 밤하늘에 별 3개가 나타날 때까지의 시간을 가리킨다. 안식일은 집례자가 촛불을 켜고 축복을 외우면서 진행된다. 전통적으로 세 가지 축제의 식사가 제공되는데, 첫 번째는 금요일 저녁에, 두 번째는 전통적으로 토요일에 점심 식사로 이뤄지며, 세 번째는 늦은 오후에 개최된다. 저녁 식사와 이른 오후 식사는 일반적으로 키두쉬라는 축복과 두 개의 할라 덩어리에 대한 또 다른 축복으로 시작된다. 세 번째 식사에는 키두쉬가 언급되지 않지만 두 개의 할라 덩어리는 동일하다. 안식일은 토요일 저녁에 하브달라 축복으로 마쳐진다.
안식일은 유대인들이 일상 생활의 규칙적인 노동에서 벗어나 자유를 행사하는 축제의 날이다. 유대인들은 안식일을 통해 인생의 영적인 면을 묵상하고 가족과 함께 시간을 보낼 수 있는 기회를 얻는다.

## 안식일의 기본적인 의미
'안식일을 기억하여 거룩히 지키라'(출애굽기 20:8)고 명명된 십계명의 네 번째 계명으로, 안식일을 지키지 않는 사람은 죽임을 당할 정도로(민수기 15:32-36) 중요한 날로 인식이 된다. 하나님과 백성 사이의 대대의 표징이라고 표현하였다.(출애굽기 31:13) 유대인들은 성경에 기록된 대로 하나님과의 언약으로 인식하고 지키고 있다.(출애굽기 31:13–17)
안식일을 기억하여 거룩히 지키라— 출애굽기 20:8

너는 이스라엘 자손에게 고하여 이르기를 너희는 나의 안식일을 지키라 이는 나와 너희 사이에 너희 대대의 표징이니 나는 너희를 거룩하게 하는 여호와인 줄 너희로 알게 함이라— 출애굽기 31:13

## 안식일의 유래
히브리어 שבת은 '하나님이 쉬시다'는 뜻이다. 성경에서 안식일은 하나님이 천지 만물을 6일간 창조하시고 제7일에 쉬셨다는 내용에서 유래한다(창세기 2:1). 안식일은 사람을 위해 하나님이 쉬신 것이다(마가복음 2:27). 성경에서 안식일은 '일곱째 날'로 표현되어 있으며, 오늘날의 요일 체계에서는 토요일에 해당된다. 하나님은 일곱째 날을 거룩하게 지키라고 하셨으나(레위기 23:1), 사람들이 안식일을 잘 지키지 않자, 느헤미야는 좀 더 강하게 안식일 전날 저녁부터 안식일을 지키라고 명한 적이 있다(느헤미야 13:19-21).

## 구약 안식일의 제사 형식과 예법
구약시대에는 안식일마다 하나님께서 정한 시간에 맞춰 수양으로 번제를, 일정량의 곡식가루와 기름으로 소제와 전제를 드렸다.(민수기 28:9-10) 일반인들은 각 처소에 거하며 아무 일도 하지 않고 불조차 피우지 않았다.(출애굽기 35:2-3) 이를 어기고 안식일에 일을 하면 그 사람은 돌에 맞아 죽임을 당했다. 성경에는 어떤 사람이 안식일에 나무를 하다 발각되어 죽임을 당한 사례가 기록되어 있다(민수기 15:32-36) 구약의 안식일에 제사장들은 성소에서 백성들이 죄를 용서받을 수 있도록 제사를 드리는 직무를 담당했다.

## 신약 안식일의 제사 형식과 예법
신약시대에는 안식일에 신령과 진정으로 예배를 드린다.(요한복음 4:23)

#### 신약시대 안식일 논란
이는 구약의 안식일과 신약의 안식일이 차이가 있다는 것을 의미한다. 예수와 함께한 제자들이 안식일에 밀밭에서 밀을 베어 먹는 제자들을 구약 율법 주의자들이 지적한 일이 있었다. 이 일에 대하여 예수께서는 아무 죄가 없음을 알려 주시고(마태복음 12:1-5), 그것을 통해 안식일의 예법이 달라졌음을 표현한 것이다. 즉, 아무 노동도 하지 않는 구약의 예법에서 신령과 예배를 지키는 신약의 예법으로 변하였음을 알려 주셨다.(마태복음 5:17)

#### 신약시대 예수님이나 제자들이 안식일을 지킨 사례는 없습니다
사복음서에서 우리가 가장 기억에 남을 만큼 자주 만날 수 있는 이야기는, 예수 그리스도의 말씀과 이적, 그리고 예수님과 종교지도자들과의 안식일 논쟁일 것입니다. 생각해 보면, 사복음서의 저자들은 예수님의 많은 사역을 안식일에 행하신 것으로 기록하여, 의도적으로 종교지도자들과 출돌하게 한것 아니냐는 생각마저 들 정도입니다. 
```
  그로 인하여, 예수님은, 그러지 않아도 서시관들과 바리새인의 말과는 비교할 수도 없는 말씀을, 그것도 이스라엘인들이 역사적으로도 이전에 본적이 없었던 이적을 행함으로 그들의 엄청난 질투를 유발하고 있던차에, 그들이 유일하게 고투리를 잡고 늘어질 수 있는 안식일 논쟁을 기록했습니다.

  시비는 이렇게 시작됩니다:
```

“저희가 가버나움에 들어가니라 예수께서 곧 안식일에 회당에 들어가 가르치시매
뭇사람이 그의 교훈에 놀라니 이는 그 가르치시는 것이 권세 있는 자와 같고 서기관들과 같지 아니함일러라
마침 저희 회당에 더러운 귀신 들린 사람이 있어 소리질러 가로되
나사렛 예수여 우리가 당신과 무슨 상관이 있나이까 우리를 멸하러 왔나이까 나는 당신이 누구인줄 아노니 하나님의 거룩한 자니이다
예수께서 꾸짖어 가라사대 잠잠하고 그 사람에게서 나오라 하시니 	
더러운 귀신이 그 사람으로 경련을 일으키게 하고 큰 소리를 지르며 나오는지라
다 놀라 서로 물어 가로되 이는 어찜이뇨 권세 있는 새 교훈이로다 더러운 귀신들을 명한즉 순종하는도다 하더라
예수의 소문이 곧 온 갈릴리 사방에 퍼지더라”
```
   예수님의 첫 사역은 가버나움에서, 안식일에, 회당에 들어가서, 귀신을 내어좇는 것으로 마가는 기록했습니다. 위의 본문을 자세히 읽어보면, 전운이 감도는 것을 볼 수 있습니다. 가장 민감한 사건들이 한 사건에 모두 기록되어있습니다.
  그 첫번째가 ‘안식일에’ 입니다.
  예수님은 평일에는 사역을 하지 않으셨을까요? 당연히 하셨겠지요. 그 때는 이런 이적이 없었을까요? 당연히 있었지요. 그런데 마가는 굳이 안식일에 예수께서 행한 일을 콩찝어서 기록했습니다. 마가도 안식일 준수에대한 의문이 있었던 것일까요? 아니면, 예수라는, 기존과는 차원이 다른 한 랍비는 안식일에 대해 어껀 반응을 보일까? 하는 실험정신이 발동한 것일까요? 마가는 이미 안식일을 지키지 않는 것의 위험성을 이미 알고 있었습니다. 
```

```
  이유야 어떻든, 예수께서는 안식일에 회당에 들어가셨고, 여느때(안식일이 아닌 평일 6일)와 마찬가지로 변함없이 귀신을 내쫓고 병자를 고치셨습니다. 그일로 인하여 백성들로부터 엄청난 찬사를 받으셨습니다.
```

```
  이 일을 계기로 종교지도자들은 슬슬 짜증을 내며, 예수님께 태클을 걸기 시작합니다.
```

“회당장이 예수께서 안식일에 병 고치시는 것을 분내어 무리에게 이르되 일할 날이 엿새가 있으니 그 동안에 와서 고침을 받을 것이요 안식일에는 말 것이니라 하거늘” (누가복음 13:14) 
“그러므로 안식일에 이러한 일을 행하신다 하여 유대인들이 예수를 핍박하게 된지라” (요한복음 5장 16절)
```
  이렇듯, 모든 복음서 저자들이 예수님의 안식일 사역을 기록하고 그로 인한 종교 지도자들과의 대립을 묘사했습니다. 이는 마침내 예수님이 십자가에 달려 죽으시는 결과를 초래하게 됩니다.
```

“그러므로 안식일에 이러한 일을 행하신다 하여 유대인들이 예수를 핍박하게 된지라
예수께서 저희에게 이르시되 내 아버지께서 이제까지 일하시니 나도 일한다 하시매
유대인들이 이를 인하여 더욱 예수를 죽이고자 하니 이는 안식일만 범할뿐 아니라 하나님을 자기의 친 아버지라 하여 자기를 하나님과 동등으로 삼으심이러라” (요한복음 5장 16~18)

## 각 종교별 안식일
여러 종교가 안식일을 예배일로 지키고 있다.

### 유대교의 안식일

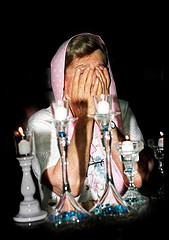
유대교 안식일을 지키는 장면

안식일은 유대인의 가장 두드러진 특징이라고 할 수 있다. 안식일에 유대인은 엘리베이터 버튼을 누르는 것조차 일이라고 생각한다. 그래서, 사람이 타면 자동으로 전층 운행을 할 정도로 토요일 안식일을 엄격하게 지키고 있다.

### 기독교
대부분의 기독교인들은 토요일에 안식일을 지치지 않는 대신, 매주 일요일을 '주일'이라 부르며 예배하는 모습을 볼 수 있다. 제칠일안식일예수재림교회, 제칠일침례교 등의 일부 기독교 교파에서는 제칠일 안식일을 지킨다. 이 준수일은 금요일 해질녘부터 토요일 해질녘을 기념한다.

#### 토요일을 안식일로 지키는 주요 교회
- 제칠일침례교(Seventh Day Baptists) : 초대 교회 안식일이 끊어진 이후 런던 밀 야드 교회에서 1651년 최초로 안식일을 지켰다.[3]
- 제칠일안식일예수재림교회(Seventh Day Advantists) : 안식일을 지키는 가장 큰 교단이다. 2020년 기준 21,760,076명이다.[4]
- 안식일 오순절 교회(Sabbatarian Pentecostalists)
- 하나님의교회 세계복음선교협회(World Mission Society Church of God)

### 이슬람의 안식일
꾸란에서도 6일 창조(32:4, 50:30)와 성경의 안식일이 일곱째 날이라는 것을 인지하고 있다. 하지만, 금요일 정오에 기도 모임으로 변경하였다. 그러나, 인도네시아 등지에서는 안식일이 일곱째 날이라고 인지하고 있다고 한다. 사우디아라비아, UAE, 방글라데시 같은 나라는 금요일을 휴일 혹은 거룩한 날로 인지한다. 파키스탄 같은 나라는 금요일 오전에 일하고, 정오 기도 이후에는 업무를 쉰다.

## 같이 보기
- 성경의 절기
- 개신교의 주일
- 안식년